# Skas
Der Skas [skas] (russisch сказ, von сказать „sagen“; eine „Erzählung‚ die von der Person des Erzählers geführt wird“) bezeichnet einen Erzählungsstil, der eine Mündlichkeit der Kommunikation zwischen Erzähler und Leser simuliert. Der Erzähler gibt sich als kommunikative Instanz zu erkennen, die bisweilen gar über die Art und Weise der Wiedergabe des Sujets sinniert. So gibt er stellenweise sein Unwissen über den Verlauf der Handlung, die Nichtpreisgabe von Information oder seine Einschätzung der handelnden Personen explizit preis.
Der Skas in der Prägung der russischen Literatur hatte seine wohl bedeutendsten Vertreter in Nikolai Wassiljewitsch Gogol und Nikolai Semjonowitsch Leskow. Ersterer führte besonders in seiner 1842 publizierten Erzählung Der Mantel diese stilistische Methode zur Perfektion. Die Erzählung beginnt gleich mit einer Bemerkung des Erzählers, die seine Existenz als selektierende Instanz für den vermittelten Inhalt offenbart:

„Im Departement … doch tun wir besser, das Departement nicht zu nennen. Es gibt nichts Empfindlicheres als aller Art Departements, Regimenter, Kanzeleien und, mit einem Wort, jeder Art Berufsverbände. Heutzutage glaubt ja schon jeder Privatmann, in seiner Person werde die ganze Gesellschaft beleidigt. […] Also, um allen Unannehmlichkeiten zu entgehen, nennen wir das Departement, um das es sich handelt, einfach e i n Departement.“